# Chilperich von Aquitanien
Chilperich von Aquitanien oder Chilperich (II.) († 632) war ein Sohn Chariberts II. und Unterkönig von Aquitanien im Jahr 632.

## Leben
Nach dem Tod seines Großvaters Chlothar II. 629/630 erhielt Chilperichs Vater Charibert II. auf Druck des neustrischen Adels ein Unterkönigreich in Aquitanien mit Sitz in Toulouse. Charibert starb aber plötzlich im Alter von nur 18 Jahren am 8. April 632. Chilperich, der damals noch sehr jung gewesen sein muss, trat die Nachfolge seines Vaters an. Die Fredegarchronik berichtet, dass Dagobert wenig später Chilperich umbrachte; da die Chronik aber Dagobert ohnehin teils negativ schildert, ist dies letztendlich nicht zu beweisen. Dagobert strebte jedenfalls die Alleinherrschaft an. Es scheint so, als ob die angestrebte Aufteilung des Reiches in Neustroburgund und Austrien aufgegeben worden wäre, doch sollte sie bei Dagoberts Söhnen auf Druck des Adels umso konsequenter durchgeführt werden.
Chilperich wurde neben seinem Vater in der Basilika St-Romain (Blaye) bestattet.